# Smittia lasiophthalma
Smittia lasiophthalma är en tvåvingeart som först beskrevs av Malloch 1915.  Smittia lasiophthalma ingår i släktet Smittia och familjen fjädermyggor.
Artens utbredningsområde är Illinois. Arten har ej påträffats i Sverige. Inga underarter finns listade i Catalogue of Life.